# Ihlen, Minnesota
Ihlen, Minnesota (енгл. Ihlen) град је у америчкој савезној држави Минесота.

## Демографија
По попису из 2010. године број становника је 63, што је 44 (-41,1%) становника мање него 2000. године.
| Група             | 2000.       | 2010.      |
| Белци             | 106 (99,1%) | 60 (95,2%) |
| Афроамериканци    | 0 (0,0%)    | 0 (0,0%)   |
| Азијати           | 1 (0,9%)    | 0 (0,0%)   |
| Хиспаноамериканци | 0 (0,0%)    | 3 (4,8%)   |
| Укупно            | 107         | 63         |